# Вчення Вознесених Владик
Вчення Вознесених Владик (англ. Ascended Master Teachings; також Вчення Владик Мудрості) – релігійне вчення, основу якого складають тексти, заявлені як послання Вознесених Владик (Владик Мудрості). Ними у вченні називають духовних вчителів людства всіх часів, що нині діють зі свого вознесеного стану. Найбільш відомими діячами, які публікували послання від імені Вознесених Владик, є Г. Баллард, Д. Іннесент, Марк Профет та Елізабет Профет, Т. Мікушина. Релігійні організації ними утворені (Рух «Я Єсмь», Міст Свободи, Вершинний Маяк, Церква Вселенська і Тріумфуюча) відповідно до сучасної класифікації відносяться до Новітніх релігійних рухів, групи Нью-ейдж. В самому ж Вченні його позиціюють як позачасову мудрість, що виражалась раніше через різні релігії, бувши адаптована до конкретного часу, людей та їх рівня духовного розвитку, а нині, відповідно, явлена в формі що найбільш відповідає нинішнім здібностям і потребам людства.

## Назва
Термін «Вознесений Владика» (Ascended master) вперше був використаний Бердом Т. Сполдінгом в 1924 році в його серії книг «Життя і вчення майстрів Далекого Сходу». Положення про Вознесених Владик стало центральним в діяльності Гая Балларда (1930-1939 рр.) та було ним широко поширено. Сама ж концепція «Вознесених Владик» хоча й з дещо відмінною назвою «Вчителя Мудрості» бере початок з теософської традиції.
 Згідно з даною концепцією, Вознесені Владики – це духовно розвинені особи, які раніше втілювалися в земних тілах, але більше не беруть участі в циклах реінкарнації, тобто досягли вознесіння. Зі свого вознесеного стану вони нині колективно координують і підтримують духовний розвиток людства.

Термін «Владики» базується на положенні про 7 променів. Згідно з ним існує 7 основних якостей Абсолюта, через які він виражається в світі форми (сила, мудрість, любов і т.д.), які символізуються 7 променями світлового спектру (від рожевого до фіолетового). Той хто в досконалості оволодів принаймні однією з цих 7 божественних якостей, стає Владикою (також зустрічається назва «Майстер»).

## Історія
Історія Вчення Вознесених Владик тісно пов’язана з діяльністю тих людей, які заявляли, що отримують послання від Вознесених Владик. Кожен з них мав певний період активної діяльності, засновував певні організації,  які як правило існують дотепер. Відповідно послідовники цього, даного в різний час через різних посланців, Вчення хоча й об’єднані практично однаковими положеннями вчення, проте розділені організаційно.

### Передумови виникнення
Релігійні організації приналежні до Вчення Вознесених Владик класифікуються дослідниками як вихідці із теософської традиції. Відповідно передумови виникнення Вчення заклалися ще через діяльність Олени Петрівни Блаватської. В 1851 р. в Гайд-парку (Лондон), як стверджувала сама Блаватська, вона вперше зустрілася з індусом раджпутом Морією. В розмові Морія повідомив їй, що потрібна буде її участь в роботі яку він збирається здійснити. В 1875 р. Блаватська заснувала Теософське товариство. Наприкінці 1880-х написала і опублікувала основний труд – «Таємну доктрину». Вважається що її справжніми авторами були Моріа, Кут Хумі та Джвал Кул, які телепатично надиктували  «Таємну доктрину» Блаватській. У Вченні стверджується що самі махатми виступили як посередники, через яких високі духи змогли прийти та виконати цю місію.

### Гай Баллард

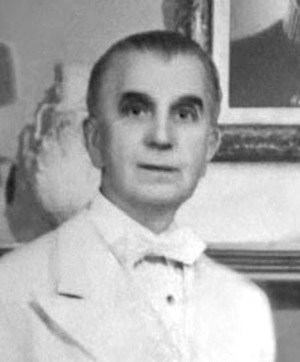

Оформлення Вчення в його нинішній формі відбулося через діяльність Гая Балларда. Баллард на початку 30-х років відвідав гору Шаста (північна Каліфорнія), де, за його твердженням, він зустрів чоловіка, що представився як Сен-Жермен, один з Вознесених Владик. Як результат зустрічі та подальшої співпраці Баллард видав 3 книги де докладно описував свій містичний досвід, заснував разом зі своєю дружиною Едною Баллард Рух «Я Єсмь» і періодично публікував нові послання від імені Сен-Женмена та інших Вознесених Владик у виданні «Голос Я Єсмь». Г. Баллард розгорнув активну діяльність в США, яка сягнула свого піку незадовго до його раптовою смерті в 1939 р.. Загальна кількість людей що відвідала його лекції оцінювалася в понад мільйон осіб.

### Джеральдін Іннесент
Джеральдін Іннесент була членом Руху «Я Єсмь». В 1944 р., через декілька років після смерті Г. Балларда, вона почала стверджувати, що з нею зв'язався Вознесений Владика Ель Морія і почав її підготовку як посланця. В 1951 р. Д. Іннесент почала публікувати послання від імені Вознесених Владик, які знайшли певний відгук у послідовників Руху «Я Єсмь», але її діяльність не була схвалена лідером Руху, Едною Баллард. В середині 1950-х рр. Д. Іннесент засновує власну релігійну організацію «Міст Свободи» (Bridge to Freedom), яка продовжила свою діяльність і після її смерті в 1961 р..

### Марк Профет і Елізабет Клер Профет

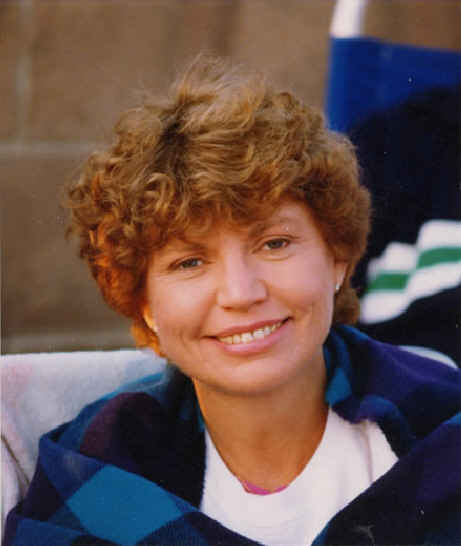

Марк Профет був наступним хто почав отримувати та публікувати послання від Вознесених Владик. Він в 1958 р. заснував релігійну організацію Summit Lighthouse (Вершинний маяк). В 1964 р. його дружина Елізабет Профет почала отримувати послання від Вознесених Владик. Після смерті Марка Профета в 1973 р. вона продовжила діяльність організації давши їй нову назву «Церква Вселенська і Тріумфуюча». За часів свого керівництва Елізабет розвиває активну діяльність: здійснює великий тур з лекціями по території США, засновує навчальні центри, бере участь в загальнонаціональних телепрограмах, видає книги. В 1999 р. Елізабет через хворобу Альцгеймера припиняє активну діяльність.

### Тетяна Мікушина

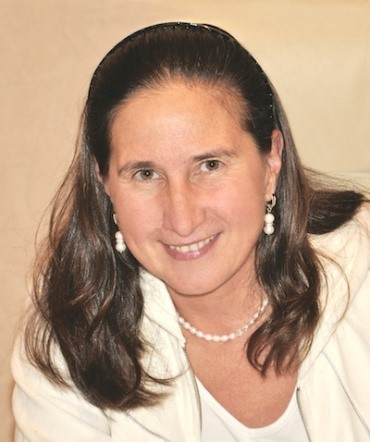

Т. Мікушина 2005 р. почала публікувати послання від імені Вознесених Владик. В них заявлено що Вознесені Владики переносять фокус своїх зусиль зі Сполучених Штатів, як таких що не виправдали надію, на територію Росії. Послання як правило отримувалися циклами (групами по кілька десятків) в періоди літнього і зимового сонцестояння. В 2008 р. був побудований навчальний центр біля Омська як основа для майбутнього поселення. Пріоритетною ціллю заявлено створення «общини Духа», як образця для подібних поселень по всій земній кулі. У 2014 р. була спроба розпочати діяльність громадської організації «За моральність» (рос. «За нравственность») та не знайшлося достатньої кількості готових активно діяти людей. І в грудні того ж року було заявлено про припинення передачі циклів послань. А у 2018 р. про завершення місії в Росії як в країні, яка, попри всі спроби Владик, не змогла ввійти у своє Божественне призначення. Цикли послань припинено, залишено лише одиничні послання влітку і взимку кожного року.

## Вчення

### Основи Вчення
Виділяються 3 головні закони – закон Карми, закон Реінкарнації і Моральний  закон.

#### Закон карми
У Вченні говориться що Закон карми - це основоположний закон цього Всесвіту. Що б ми не робили, це матиме наслідки і це позначається терміном карма. Те що ми вчинили в минулому проявляє себе в теперішній час. Те що ми чинимо зараз матиме наслідки в майбутньому, в тому числі в наступних втіленнях. Дано розуміння карми як енергії. Відповідно до нього, негативна карма - це початково чиста божественна енергія вібрації якої були занижені людиною внаслідок її неправильних вчинків, почуттів, думок.
|  | Кожен учинок, який ви робите не відповідно до Волі Бога, призводить до того, що Божественна Енергія, якою ви користуєтеся постійно та без якої ви просто не змогли б існувати, забарвлюється цією вашою недосконалою дією. І чим більше недосконалу дію ви вчиняєте, тим нижчих вібрацій набуває Божественна Енергія. Ця енергія нікуди не дівається, вона зберігається у вашій аурі, у ваших емоційному, ментальному та ефірному тілах. |

Далі вступає в силу закон подібності.
|  | Помилково кваліфікована енергія, яка постійно супроводжує вас у житті, притягує до вас ті життєві ситуації, які вам необхідно пройти, щоб засвоїти урок і вчинити в цій ситуації не у відповідності з вашою волею, а відповідно до Волі Бога. …. ваша карма прямо пропорційна ступеню вашого егоїзму, ступеню вашого неприйняття Закону Бога. І ваші правильні вибори, які ви робите в кожній кармічно обумовленій ситуації, відпрацьовують карму. І кожен такий правильний вибір наближає вас до Бога та змушує вас відмовитися та розпрощатися зі створеною вами нереальною частиною вас самих. |

#### Закон реінкарнації
Реінкарнація розглядається як благо завдяки якому індивід може виправити свої минулі неправильні вчинки, поступово розкрити свій духовний потенціал в світі форми і осознати свою істинну природу. З цієї точки зору те що зветься людським життям являє собою не більше як один день в існуванні істинної духовної сутності людини.
Через процес перевтілення проходить не фізичне тіло, не емоційна природа і не розум. Те, що проходить через процес перевтілення, знаходиться над всіма цими аспектами індивіда.

#### Моральний закон
Моральний закон – направлений на те щоб людина подолала свою егоїстичність і проявила Божественність. Для цього даються принципи поведінки, які базуються на Богоцентричній моделі світу, на противагу аморальній поведінці, що базувалася на егоцентризмі.
|  | ... рано чи пізно настане день, коли людина переможе тварину всередині неї самої, переможе свої пристрасті, переможе своє его й дасть можливість Духу повністю опанувати себе. І людина не буде більше нижчою людиною, сумішшю тварини і людини. Тваринна людина повинна поступитися місцем Божественній людині. Тлінна людина має поступитися місцем нетлінній. Плотський розум мусить поступитися місцем Божественному розуму. І це станеться. Тому що іскра й полум'я в вас не дадуть вам спокою доти, поки це не відбудеться. Ви будете метушитися, ви будете шукати. Ви будете прагнути знайти у фізичному світі той стан нірвани, який пам'ятає частка Вищих Істот в вас. Ви будете шукати цей стан всюди на Землі. І ви не знайдете його на фізичному плані. |

Проголошується єдність етичних принципів всіх релігій, так як всяка істинна релігія своєю основою має стремління утвердити Божественну частину людського єства і видалити егоїстичну.

### Духовні практики
Головною духовною практикою є здійснення правильних виборів в життєвих ситуаціях. Правильний вибір наближає людину до Бога, неправильний - віддаляє. Решта практик є допоміжними.

#### Традиційні практики
- Молитва

Практикуються всі види молитви. Основний з них – це молитва як спілкування зі своїм «Я Христа». Стверджується що, досягнувши спілкування з Христом в собі, людина отримує можливість спілкування зі всіма Вознесенними Сонмами, тому що всі вони перебувають в єдності зі Христом.
- Медитація

Медитація розглядається як концентрація на Богові з кінцевою ціллю – перебуванням в Бозі.
- Також використовуються і інші практики(мантри, йога, духовні пісні, читання духовних текстів, візуалізації).[32][4][17][39]

#### Специфічні для Вчення практики
- Заклик до «Я Єсмь».

Людина яка перебуває в єднанні з Богом має змогу використовувати заклик «Я Єсмь». Тобто проголошувати від імені Божественної частини свого єства.
- Веління фіолетового полум’я.

Заявлено як потужний засіб який дозволяє повністю молитовно розчинити (спалити)  записи негативних вчинків як окремих людей так і всього людства. Таким чином зникає необхідність проходити через болючі наслідки попередніх неправильних вчинків і відкривається більш легкий шлях для духовного зростання.
Стверджується, що на даний момент дія цієї практики обмежена з наступних причин - 
|  | У момент, коли ви притягуєте додатковий потік Божественної енергії під час читання велінь, ви керуєте цим потоком через ваші думки й почуття. І якщо в момент надходження цієї додаткової енергії ваші думки й почуття не відрізняються чистотою та Божественною досконалістю, то замість того щоб трансмутувати кармічні завали у ваших чотирьох нижніх тілах, ви додаєте до цих завалів ту енергію, яку ви помилково кваліфікували в момент читання велінь фіолетового полум'я. ... ви думали про те, що б отримати від Бога натомість за ваші багатогодинні бдіння. Гірше того, ви допускали думки засудження своїх братів. Ви допускали інші негативні думки та почуття при читанні цих велінь. Тому диспенсація фіолетового полум'я в цей час діє вибірково. І тільки для тих груп і людей, які мають правильний внутрішній мотив, коли вони приступають до читання велінь фіолетового полум'я. І це є розумним запобіжним засобом. Ми просто прибрали сірники від дітей. |

### Додаткові положення Вчення

#### Будова Всесвіту
Всесвіт є еманацією Бога. Все є Божественною енергією, що вібрує на різних частотах. Видимий світ (фізичний план) відповідає найнижчій допустимій частоті. Поряд з фізичним планом знаходиться астральний план. Астральні тіла людей (почуття, бажання) мають його за середовище існування. Далі йде ментальний план, де перебувають створені думками форми. Крім породжень людських, астральний і ментальний план населені власними істотами, що мають досить пластичні і високоенергетичні форми. Ці плани (астральний і ментальний) внутрішньо розшаровані і істоти, що їх населяють, розрізняються по висоті перебування і відповідно по сповненості світлом – від досить низьких і темних до високих і сповнених світла. За ментальним існують більш високі плани. Вони є місцем перебування Вознесених Владик.

#### Будова людини
Будова людини подібна матрьошці. У вченні виділяються 7 складових частин людини, які об’єднують у дві групи:
1. Безсмертна частина:
  - Я Єсмь присутність
  - Я Христа
  - каузальне тіло
2. Смертна частина:
  - ефірне тіло
  - ментальне тіло
  - астральне тіло
  - фізичне тіло[33][44][13]

Ці тіла пов’язані між собою системою енергетичних центрів (чакр), основні з яких розміщені вздовж хребта.

#### Космічна ієрархія
Ієрархія Світла пронизує всю структуру світу. Вона являє собою ієрархію сутностей, що перебувають на різних еволюційних щаблях. Ієрархи що стоять на вищих її щаблях не надприродні, вони пройшли довгий шлях еволюційного розвитку, реалізували свою Божественну сутність і тепер допомагають виконати цю задачу іншим. В критичні періоди розвитку Землі великі ієрархи втілюються і в нові історичні епохи приносять людям втрачену істину. До числа таких ієрархів відносять засновників релігій, філософських вчень, суспільних реформаторів.
В даний період, через крайню віддаленість людства від Бога, втілення високих інкарнацій (Владик) практично неможливо. Тому використовується інститут посланців. Посланець не є досконалою людиною. Він є той хто наділений довірою представляти інтереси Братства на фізичному плані.

### Офіційні сайти
- Г. Баллард (Рух «Я Єсмь»)  (англ.)
- Д. Іннесент (Міст Свободи) (англ.)
- Марк Профет та Елізабет Профет  (англ.)
- Т. Мікушина  (рос.)

### Корисні посилання
- Г. Баллард (Рух «Я Єсмь») — історія діяльності (англ.)
- Д. Іннесент (Міст Свободи) — історія діяльності (англ.)
- подружжя Профетів («Вершинний Маяк» та «Церква Вселенська і Трімфуюча») — історія діяльності (англ.)
- Т. Мікушина (Сіріус) — історія діяльності (рос.)